# وایه‌سه‌کو
وایه‌سه‌کو (به اسپانیایی: Valleseco) یک دهستان در اسپانیا است که در استان لاسپالماس واقع شده‌است. وایه‌سه‌کو ۲۲٫۱۱ کیلومتر مربع مساحت و ۳٬۹۰۴ نفر جمعیت دارد.